# Alexandru Todea
Alexandru Todea (n. 5 iunie 1912, Teleac, România – d. 22 mai 2002, Târgu Mureș, România) a fost un episcop român unit, arhiepiscop și mitropolit de Alba Iulia și Făgăraș al Bisericii Române Unite cu Roma, Greco-Catolică și deținut politic. În anul 1986 a fost ales la conducerea Bisericii Române Unite cu Roma ca mitropolit, în clandestinitate, recunoscut oficial de autoritățile române doar în mai 1990. În anul 1991 a fost creat cardinal de Papa Ioan Paul al II-lea. Ulterior, a fost ales membru de onoare al Academiei Române (1992).

## Originea și studiile
Alexandru Todea s-a născut la 5 iunie 1912, la Teleac, al treisprezecelea din cei 16 copii ai familiei de țărani a lui Gheorghe și Maria Todea. Studiile primare le-a urmat în satul natal și la Căcuci, iar clasele gimnaziale la Reghin. Clasele superioare le-a urmat la Liceul „Sfântul Vasile cel Mare” din Blaj. În anul 1933, în sesiunea din iunie, a promovat examenul de bacalaureat.
În toamna anului 1933 a fost admis student în anul I la Academia de Teologie din Blaj. După un an de studii universitare urmate aici, în toamna anului 1934, mitropolitul Vasile Suciu al Blajului l-a trimis pentru studii superioare în teologie la Roma, mai precis la Colegiul „De Propaganda Fide”. Întrucât în anul universitar precedent urmase (și promovase) anul I la Academia de Teologie de la Blaj, în Cetatea Eternă a fost admis direct în anul al II-lea la specialitatea Filosofie, după care a urmat încă cinci ani de Teologie. În acest timp a primit ordurile sacre, fiind hirotonit ca preot celibatar.
După terminarea studiilor superioare de teologie, Alexandru Todea și-a susținut teza de doctorat cu titlul De doctrina milenaria, tractatus exegetico-dogmaticus, în anul 1940, primind titlul de doctor în teologie.

## Activitatea pastorală până în 1948
La 11 decembrie 1938, în timp ce era student în anul al IV-lea la Teologie, a fost hirotonit la Roma diacon de către Dr. Iuliu Hossu, episcop de Cluj-Gherla, în prezența ambasadorilor României acreditați pe lângă Italia și Sfântul Scaun. Pe 25 martie 1939, de sărbătoarea Bunei Vestiri, tânărul diacon Alexandru Todea a fost hirotonit preot, la Roma, de către episcopul rus greco-catolic din diaspora, Alexander Evreinov.
În anul 1940 a revenit în țară și a fost numit cu funcția de secretar mitropolitan, în timpul păstoririi mitropolitului Alexandru Nicolescu, precum și la începutul vacanței scaunului mitropolitan de la Blaj, sub administrarea apostolică a episcopului de la Oradea, Valeriu Traian Frențiu.
Din 1941 a fost profesor de religie la Școala Normală română unită de învățătoare, iar apoi la Liceul de băieți „Sfântul Vasile”, precum și la alte școli din  Blaj, unde a predat religia, latina și italiana iar limba franceză o vorbea curent, încă din liceu.
Din 1945 și până în octombrie 1948, Alexandru Todea a funcționat ca paroh și protopop districtual al Reghinului. În această perioadă a fost arestat de mai multe ori de către autoritățile comuniste.

## Episcop în clandestinitate și în detenție
După arestarea episcopilor greco-catolici și scoaterea Bisericii Române Unite cu Roma în afara legii, în decembrie 1948, au avut loc în prima fază trei consacrări episcopale fără știrea autorităților comuniste (în clandestinitate): la 30 noiembrie 1948 a fost hirotonit ca episcop, preotul Ioan Ploscaru de la Lugoj, în 6 martie 1949, preotul Ioan Dragomir de la Baia Mare, iar în 19 noiembrie 1950, protopopul de la Reghin, Alexandru Todea. În condițiile în care toți episcopii greco-catolici din România erau arestați, inclusiv Ioan Ploscaru și Ioan Dragomir, consacrarea episcopală a lui Alexandru Todea a fost săvârșită de episcopul romano-catolic al Bucureștiului, Iosif Schubert, în capela-baptisteriu a Catedralei „Sf. Iosif”. Recomandarea pentru ridicarea protopopului Alexandru Todea în treapta episcopală a venit din partea cardinalului Pietro Parente, conducătorul său de doctorat. Alexandru Todea a fost hirotonit ca episcop titular de Cesaropolis, iar în fapt, ca auxiliar al episcopului Ioan Suciu, administrator apostolic al Arhiepiscopiei de Alba Iulia și Făgăraș (cu sediul în Blaj). La ceremonia clandestină a participat, în afară de episcopul nou consacrat și de episcopul consacrator, doar părintele George Guțiu. Securitatea a reușit în scurt timp să afle de hirotonirea unui nou episcop greco-catolic și, totodată, să cunoască și numele noului ierarh. 
După consacrare episcopul Alexandru Todea a continuat să trăiască și să activeze în clandestinitate, la Reghin. Pe data de 31 ianuarie 1951 a fost arestat din nou și dus la sediul Securității din Reghin, apoi la cel din Târgu Mureș, după care a fost transferat la Ministerul de Interne, la Jilava și la Uranus, unde a fost anchetat timp de 13 luni. La procesul din 15 februarie 1952 procurorul a cerut condamnarea sa la moarte, cu mențiunea „periculos pentru societate”. Tribunalul Militar București l-a condamnat la muncă silnică pe viață. La 28 februarie 1952 a fost mutat la Închisoarea Sighet, unde deja erau încarcerați toți ceilalți episcopi români uniți cu Roma, cu excepția episcopului Vasile Aftenie, care a fost ucis la București, la 10 mai 1950.
În închisoare i s-a dat sarcina să curețe coridoarele penitenciarului, dar și alte locuri, mai puțin salubre, precum toaletele. După 13 ani de închisoare, a fost grațiat în august 1964, odată cu toți deținuții politici. După eliberare, s-a stabilit la Reghin, unde a păstorit, în continuare, clandestin, miile de credincioși greco-catolici din părțile locului și din întreaga Transilvanie.
În august 1971 a oficiat în satul mureșean Solovăstru slujba de înmormântare a unchiului Virginiei Zeani (Zehan), eveniment la care au participat peste patru mii de persoane, conform documentelor Securității. Protopopul ortodox de atunci al Reghinului, Mihai Ciobanu, neliniștit și deranjat de activitatea pastorală a episcopului Alexandru Todea, s-a exprimat astfel: „Îl trimit eu de unde a venit” (adică la închisoare).
Pe 14 martie 1986 a fost ales în funcția de mitropolit al Bisericii Române Unite cu Roma, alegere comunicată ulterior Sfântului Scaun.

## Arhiepiscop de Alba Iulia și Făgăraș, Mitropolit al Bisericii Române Unite cu Roma
După data de 22 decembrie 1989, mitropolitul Alexandru Todea și-a continuat activitatea, în condiții de libertate. La 12 martie 1990, Sfântul Scaun l-a dezlegat de titlul de episcop de Cesaropolis și, ținând cont de preferințele conferinței episcopatului român unit din 14 martie 1986, l-a numit Arhiepiscop de Alba Iulia și Făgăraș și l-a confirmat ca Mitropolit al Bisericii Române Unită cu Roma, Greco-Catolică.

## Cardinal al Bisericii Catolice (Universale)

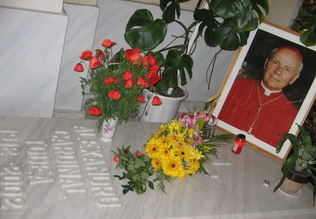
Mormântul Cardinalului Alexandru Todea

La 28 mai 1991, Papa Ioan Paul al II-lea a anunțat crearea a 22 de cardinali, între care se aflau Arhiepiscopul de Făgăraș și Alba Iulia, Alexandru Todea și arhiepiscopul italian, Angelo Sodano . La 28 și 29 iunie 1991, a avut loc, la Roma, „proclamarea festivă” a noilor cardinali. Trei ani mai târziu, la 20 iulie 1994, Alexandru Todea s-a retras de la conducerea efectivă a Bisericii Române Unite cu Roma, din motive de boală.

## Sfârșitul vieții
Cardinalul Alexandru Todea a trecut la cele veșnice pe data de 22 mai 2002. El este înmormântat în Catedrala Sfânta Treime din Blaj, în fața iconostasului, în partea stângă.

## Lucrări
- Pentru tine învățătoare apostolă, Tipografia Seminarului Blaj, 1942 (Semnată "Părintele Todea")
- Cascada Tinereții, Tipografia "Lumina" - Miron Roșu, Blaj, 1943 (Semnată "Dr. Alexandru Todea, preot-profesor")
- Rugăciunea tineretului, Tipografia "Lumina" Miron Roșu, Blaj, 1945 (Semnată "Păr. Dr. Alexandru Todea, profesor" este o Carte de rugăciuni de 400 de pagini)

## Titluri de onoare
- Membru de Onoare al Academiei Române (1992)[3]
- Ordinul „Steaua României” în grad de Mare Cruce, din 1999

## Numismatică
La data de 29 octombrie 2012, Banca Națională a României a pus în circulație o monedă aniversară, cu valoarea nominală de 10 lei, cu prilejul împlinirii a 100 de ani de la nașterea Cardinalului Alexandru Todea. Moneda este din argint, cu titlul de 999‰, de calitate proof, are greutatea de 31,103 grame și diametrul de 37 mm. Cantul monedei este zimțat, iar moneda este emisă într-un tiraj de 500 de exemplare. Pe aversul monedei este gravată imaginea Catedralei Sfânta Treime din Blaj, valoarea nominală a monedei, 10 LEI și Stema României, iar circular, de-a lungul marginii monedei, a fost gravat anul emisiunii (milesimul) 2012 și inscripțiile ROMANIA și CATEDRALA SF. TREIME, BLAJ. Pe reversul monedei se află gravat portretul Cardinalului Alexandru Todea, anii între care a trăit, 1912 și 2002, iar pe marginea monedei, în arc de cerc, textul: CARDINALUL ALEXANDRU TODEA.
Moneda are putere de circulație doar pe teritoriul României.
Fiecare monedă din emisiunea numismatică „100 de ani de la nașterea cardinalului Alexandru Todea” este ambalată în câte o capsulă de metracrilat transparent și este însoțită de câte o broșură de prezentate a emisiunii numismatice, cu texte în română, engleză și franceză. În broșură este inclus certificatul de autenticitate, numerotat, cu semnăturile guvernatorului Băncii Naționale a României și casierului central.

## Legături externe
- Serial - Sfintii inchisorilor Cardinalul Alexandru Todea - Un strigat si-o lumina in pustiu, 18 septembrie 2007, Ionut Baias, HotNews.ro
- Viața unui sfânt: Alexandru Todea Arhivat în 23 februarie 2014, la Wayback Machine., 16 august 2013, Virgil Lazar, România liberă